# Ахмед Гебрель
Ахмед Гебрель (22 січня 1991) — палестинський плавець.
Учасник Олімпійських Ігор 2012, 2016 років.